# Cotorra multicolor
La cotorra multicolor (Platycercus eximius) és un animal que pertany a l'ordre dels Psittaciformes, família dels psitàcids (periquitos, agapornis, guacamais, lloros...). És un dels periquitos australians de gran dimensió més estesos pel món. Es coneix principalment per la gran bellesa i senzillesa a l'hora de criar sempre que es compleixin unes bones condicions de l'entorn. No és un animal molt sociable amb la persona que el posseeix, però la gent el valora pel color. Fins que no es va prohibir la seva exportació, es va traficar lliurement amb aquesta espècie fins a l'any 1960. Tot i així, es cria en captivitat en molts llocs, i a Europa des del 1870.
Tot i que la cotorra multicolor (Platycercus eximius) és la més popular, podem trobar tota mena de subespècies, com ara: la rosella carmesí (Platycercus eximius elegans), la rosella adelaida (Platycercus eximius adelaidae), la rosella groga (Platycercus eximius flaveolus), i la rosella de cap pàl·lid (Platycercus adscitus).

## Descripció física
El pit, l'espatlla, el coll i el cap són d'un roig intens, també les caracteritza molt la rodona blanca a cada costat de la galta. Les plomes del dors de l'ala són de color negre amb unes pinzellades de groc i verdós. Les plomes cobertores de les ales són negres i les inferiors blaves. Les plomes caudals centrals són d'un verd-blau i les laterals tenen les puntes blanques. El bec és blanc grisós i les potes són més aviat negres.
Fa uns 25 centímetres de llarg i 110 grams de pes. En general els mascles són més voluminosos, arriben a pesar uns 120g, mentre que les femelles tan sols arriben als 90g. Són més grans que la majoria de periquitos autòctons de Nova Zelanda. Els mascles tenen el cap més ample i el bec més gran i la mandíbula superior és més ample que la de les femelles. Els mascles presenten uns colors molt més intensos que les femelles i no solen tenir plomes de color castany al voltant de l'ull. Malgrat totes les diferències entre mascles i femelles són molt subtils, la qual cosa fa que la seva diferenciació sovint pot ser confusa.
Solen viure entre 5 i 6 anys.

## Hàbitat
Generalment viu en zones baixes. A Nova Zelanda, ocupen al llarg de les vores en boscos oberts i àrees de bosc, prats, també en terrenys amb arbustos, sempre prop d'algun riu o llac on poder-se refrescar i beure. A més, també s'observa amb freqüència en zones de cultius exòtics i àrees de la ciutat. També prefereixen llocs amb gespa ben mantinguda com als jardins i camps de golf. A Wellington, es veuen regularment en àrees obertes a les ciutats, així com zones agrícoles, que són les mateixes àrees favorables reportades tant a Nova Zelanda com a Austràlia.

## Distribució
És originària del sud-est d'Austràlia i Tasmània. Va ser naturalitzada a Nova Zelanda i viu en llibertat. La primera introducció es va produir al voltant de 1910, quan un petit enviament de cotorres multicolor, així com unes poques cotorres de Pennant (P. Elegans), el Departament de Duanes va prohibir l'entrada a Nova Zelanda i els exemplars van ser alliberats davant la costa d'Otago pel vaixell que tornava a Sydney. A Dunedin aproximadament dotze ocells es van escapar quan les gàbies es van trencar a causa d'un fort temporal.

## Reproducció
A Austràlia, la cotorra multicolor normalment cria d'agost a gener-febrer. Com que fa el niu en cavitats, sovint el construeixen principalment en els buits dels troncs d'arbres, branques, troncs caiguts o monticles d'arbres, muntants de portes i caixes niu. Ocasionalment, també nien en altres llocs com cavitats en parets d'edificis, així com caus de conill. La cotorra multicolor femella pon de mitjana de 5 a 6 ous, a intervals d'1 a 3 dies. Els ous es ponen normalment a mitjans de novembre i mitjans de desembre i poc després són incubats durant 18 a 22 dies, fins que arriben al període de cria, que passa entre 30 i 33 dies. El període de cria normalment comença a principis de desembre i acaba a principis de febrer. Normalment, ponen entre dues i fins a dotze cries per temporada.

### Èxit de cria en zones urbanes
A les zones urbanes la cotorra multicolor s'enfronta a majors pertorbacions que d'altres ocells que nien en cavitats, cosa que els porta a utilitzar nius poc habituals com, per exemple, caixes niu. Menys freqüència de visites als nius es relaciona amb una major taxa de depredació, contribuint així a augmentar el número de nius perduts i menor èxit de cria. La taxa d'assistència al niu també està influenciada per la dieta dels joves. A part de les taxes de depredació, les visites de niu més baixes es podrien explicar per la capacitat de la cotorra multicolor d'alimentar-se de molts aliments durant cada visita, abans de tornar al niu i transferir el menjar parcialment ingerit.
No obstant això, la presència de llocs de nidificació addicionals podria donar suport a la propagació de la població de la cotorra multicolor i el seu establiment en zones urbanes. Quan se li van proporcionar caixes de nidificació artificials addicionals durant múltiples períodes de temporada de reproducció, es va observar que ocupaven més aquests llocs de nidificació particulars. Com a resultat, això podria ser una manera de millorar l'èxit de reproducció d'aquesta espècie i protegir-la.

## Nidificació
El fet que la cotorra multicolor nidifiqui en cavitats contribueix a l'èxit de les cries, ja que minimitzen la quantitat d'energia que gasten mentre construeixen el niu i l'activitat de termoregulació. Niar en cavitats tendeix a donar lloc a una mida més gran la posta i menys amenaces de depredadors. No obstant això, el fet d'haver estat introduïda afecta les espècies natives que nien en cavitats, ja que la distribució d'aquest tipus d'espècies depèn de la disponibilitat de llocs on hi ha cavitats. Actualment, la cotorra multicolor i altres espècies com el mainà comú (Acridotheres tristis) àmpliament distribuïdes a Nova Zelanda semblen ser una amenaça per a les natives, a causa de l'expansió i distribució geogràfica. A Northland de Nova Zelanda, lla cotorra multicolor es va definir com el lloro més extés, el que resulta en una gran competència en cavitats niu i recursos alimentaris amb espècies del gènere Cyanoramphus. A més, de la dècada de 1950 a 1960, es va dir que la reducció en el nombre de cotorra frontgroga (Cyanoramphus aurlceps) que habitaven en alguns boscos de les terres del nord era el resultat de l'arribada de la cotorra multicolor en aquesta àrea particular que supera els llocs de nidificació i els recursos alimentaris.

A l'hora d'escollir un lloc adequat per criar, la presència de fonts d'aigua properes al lloc de nidificació és una de les preferències de la cotorra multicolor. Ser a prop de les fonts d'aigua és avantatjós per a elles no només per facilitar-los l'accés a l'aigua, sinó també per minimitzar la despesa energètica i el temps dedicat a buscar-la. A més, la cotorra multicolor prefereix niar en zones on hi ha altres nius i accessibles, ja que això augmenta la probabilitat de trobar el lloc de cria adequat. A més, la disponibilitat de diversos nius a la mateixa zona els facilita reconstruir un nou niu si l'antic es destruït o “robat”. A més, tenir uns pocs nius no utilitzats al voltant disminueix la possibilitat que el depredador localitzi el niu adequat. Tanmateix, els llocs de nidificació alternatius menys idonis com caus, portals i troncs d'arbres que normalment es troben en zones més baixes, s'exposen a inundacions. Això afecta el creixement dels pollets i de vegades els podria provocar la mort.

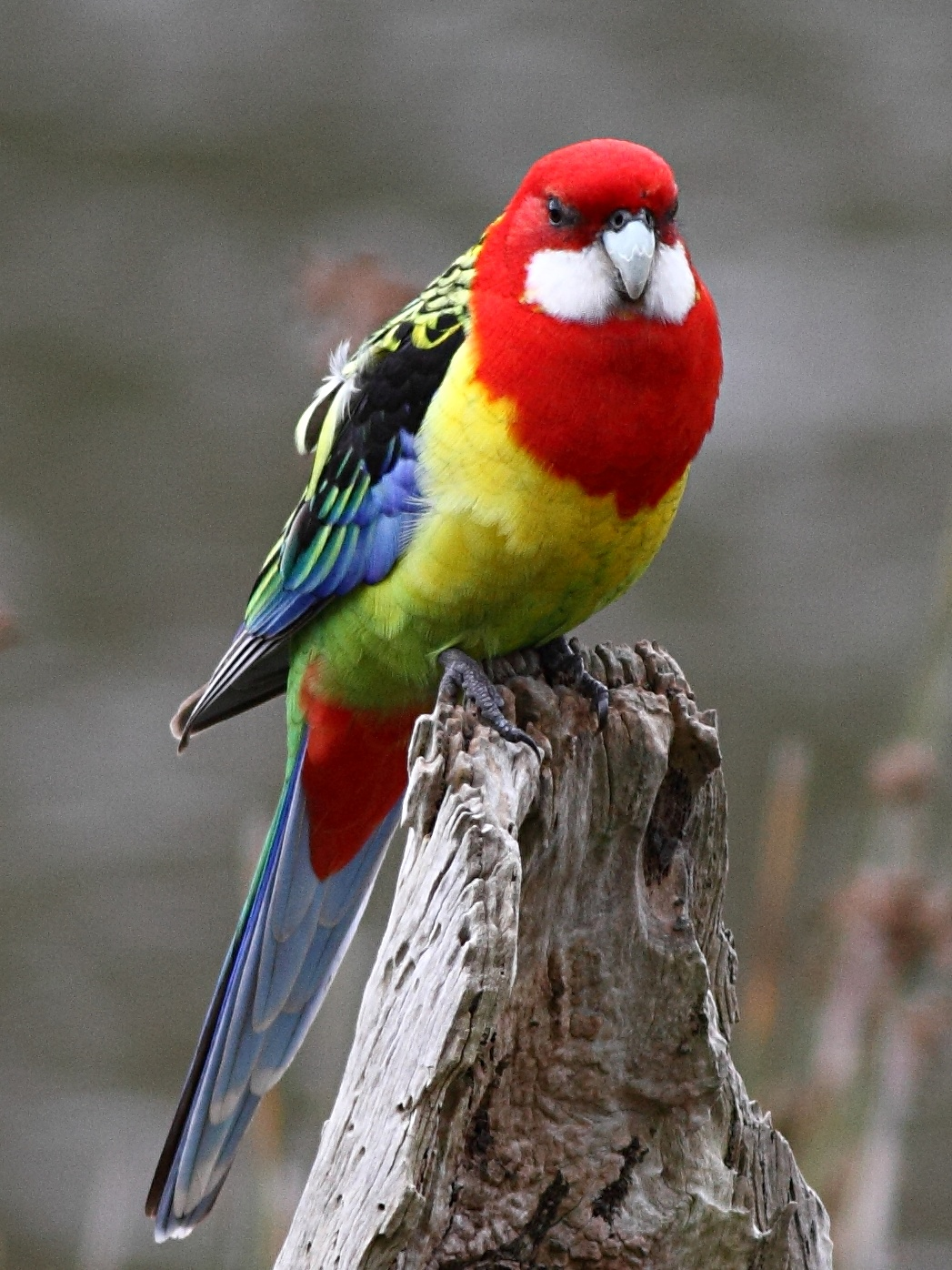
Cotorra multicolor

No obstant això, quan els nius estan massa a prop d'una altra parella reproductora, hi ha moltes possibilitats que es produeixin interaccions i baralles agonístiques. Per tant, les cotorres defensaran la zona al voltant dels seus nius, per exemple, incloent-hi arbres propers per assegurar-se que cap altre parella s'estableixi dins de la zona. S'ha comprovat que les cotorres multicolor femelles dominants poden arribar a destruir els ous de les femelles subordinades per evitar que tinguin una reproducció reeixida.

## Alimentació
Sent com és un ocell arbori, la cotorra multicolor s'alimenta principalment de llavors, brots, flors, nèctars, fruites, així com d'insectes i larves. La dieta es compon d'una àmplia gamma d'aliments, i se sap que es pot alimentar de fins a 50 espècies de plantes diferents, així com de 15 espècies d'animals, incloent-hi una àmplia gamma d'aliments en terra.  A través d'aquestes dietes variades, inclou espècies de plantes natives i no natives a Nova Zelanda, com ara eucaliptus (Eucalyptus), salzes (Salix), pollancres (Populus), i lluer de Nova Zelanda (“karaka”Corynocarpus laevigatus). No obstant això, la cerca d'aliments sobre aquests recursos alimentaris l'exposa a compostos nocius com les toxines, que produeixen les plantes com a mecanismes de defensa. Tot i tenir la capacitat d'evitar aliments que contenen un alt nivell de toxines, encara hi ha una concentració mesurable de toxines a la dieta de la cotorra multicolor. Això sembla ser un intercanvi entre satisfer les necessitats nutricionals a través de les plantes mentre es troben amb aquests compostos nocius. El consum de substàncies no alimentàries com el carbó vegetal, o un tipus de geofàgia, sovint es relaciona amb immobilitzar els compostos tòxics com el fenol, alhora que permet el procés d'absorció i digestió de proteïnes.

## Taxonomia
La cotorra multicolor és dins del gènere Platycercus i subgènere Violania juntament amb altres tres espècies: cotorra encaputxada (P.venustus), cotorra pàl·lida (P.adscitus) i cotorra caragroga (P.icterotis). Una anàlisi primerenca de la filogènia va declarar que els tàxons de cotorra multicolor i cotorra pàl·lida estan més estretament relacionats entre si en comparació amb les altres dues espècies de cotorres. A més, els híbrids dels dos tàxons s'han registrat al nord-est de Nova Gal·les del Sud i sud-est de Queensland, difereixen de les altres dues espècies. No obstant això, un estudi mitocondrial publicat el 2017 va trobar que la cotorra multicolor era la branca més primerenca del llinatge que es va dividir en cotorra pàl·lida i cotorra encaputxada i aquests tàxons no germans van ser capaços d'hibridar.
Les tres subespècies de cotorra multicolor són:
- P. e. eximius (Schodde & Short, 1989) - es troba principalment a Victòria i al sud de Nova Gal·les del Sud, Austràlia. Les plomes negres de l'esquena tenen marges verds, i el carpó és de color verd pàl·lid.
- P. e. elecica (Schodde & Short, 1989) - es troba al nord-est de Nova Gal·les del Sud i al sud-est de Queensland. Les plomes negres de l'esquena dels mascles tenen marges groc-or i  les femelles de color groc verdós. Per a ambdós sexes, el carpó és de color verd blavós.
- P. e. diemenensis (North, 1911) - es troba principalment a l'est de Tasmània. Les galtes blanques són més grosses i el vermell del cap més fosc.[35]